# Jonggak (métro de Séoul)
Jonggak (hangeul : 종각 ; hanja : 鐘閣) est une station de passage de la ligne 1 du métro de Séoul. Elle est située au 55 Jongno, dans le quartier Jongno 1-ga de l'arrondissement de Jongno-gu. sur le territoire de la ville de Séoul en Corée du Sud.
Ouverte en 1974, sur la ligne 1, elle est desservie par les services omnibus et express de la ligne.

## Situation sur le réseau

Plan du réseau (2023)

Établie en souterrain, Jonggak est une station de passage de la ligne 1 du métro de Séoul : elle est située entre la station Jongno 3(sam)-ga, en direction du terminus nord-est Yeoncheon, et la station Hôtel de Ville, en direction du terminus ouest Incheon, ou du terminus sud-ouest Sinchang via la station de bifurcation Guro,.

## Histoire
La station Jonggak est mise en service le 15 août 1974, sur la ligne 1 du métro de Séoul, lors de l'ouverture à l'exploitation des 9,54 km de la station Gare de Séoul à la station Cheongnyangni.

La station avant la pose des portes palières
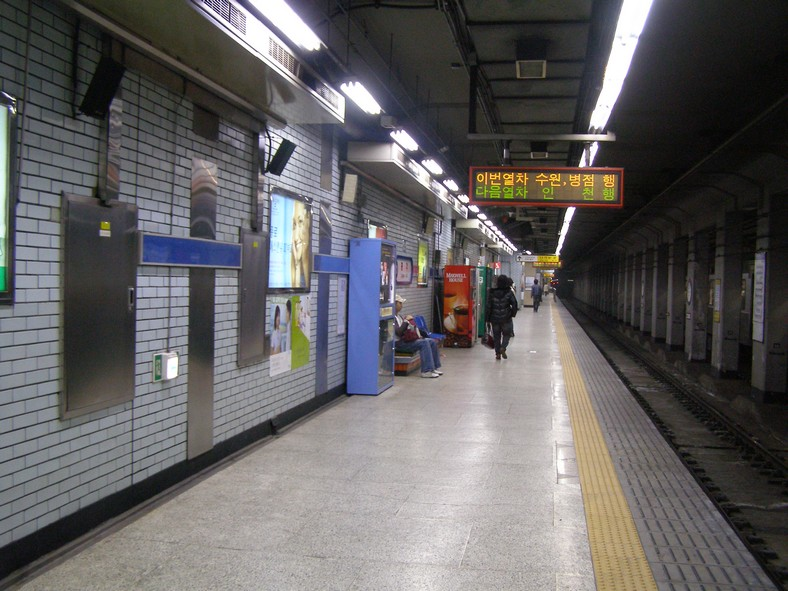
En 2007.
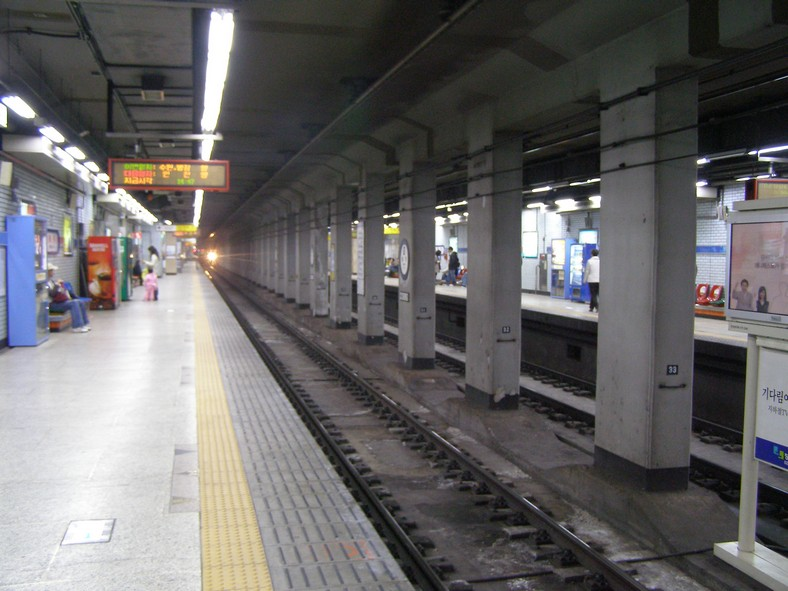
En 2007.
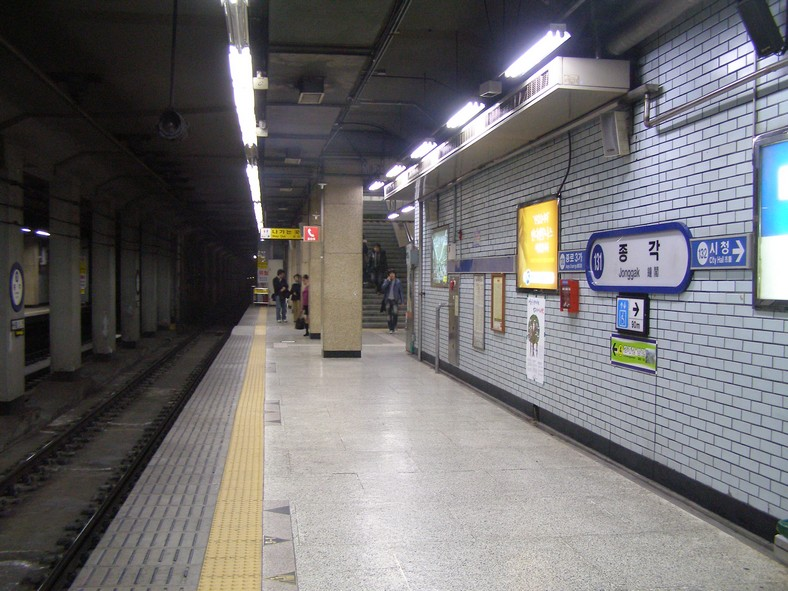
En 2007.

## Services aux voyageurs

### Accès et accueil
Station souterraine de la ligne 1 établie au 55 Jongno, dans le quartier Jongno 1-ga. Elle est accessible par douze bouches, numérotées de 1 à 12, et situées de part et d'autre de la Jong-ro et de son intersection avec l'Ujeongguk-ro.

### Desserte
Jonggak, est une station de la ligne 1, desservie par les services omnibus et express de la ligne. Elle dispose de deux quais latéraux équipés de portes palières.

Installations
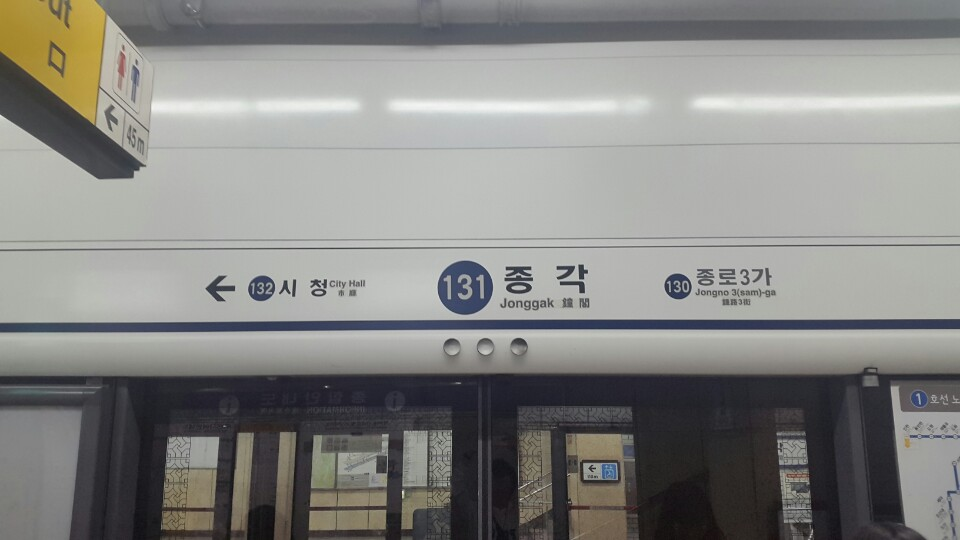
En 2017.
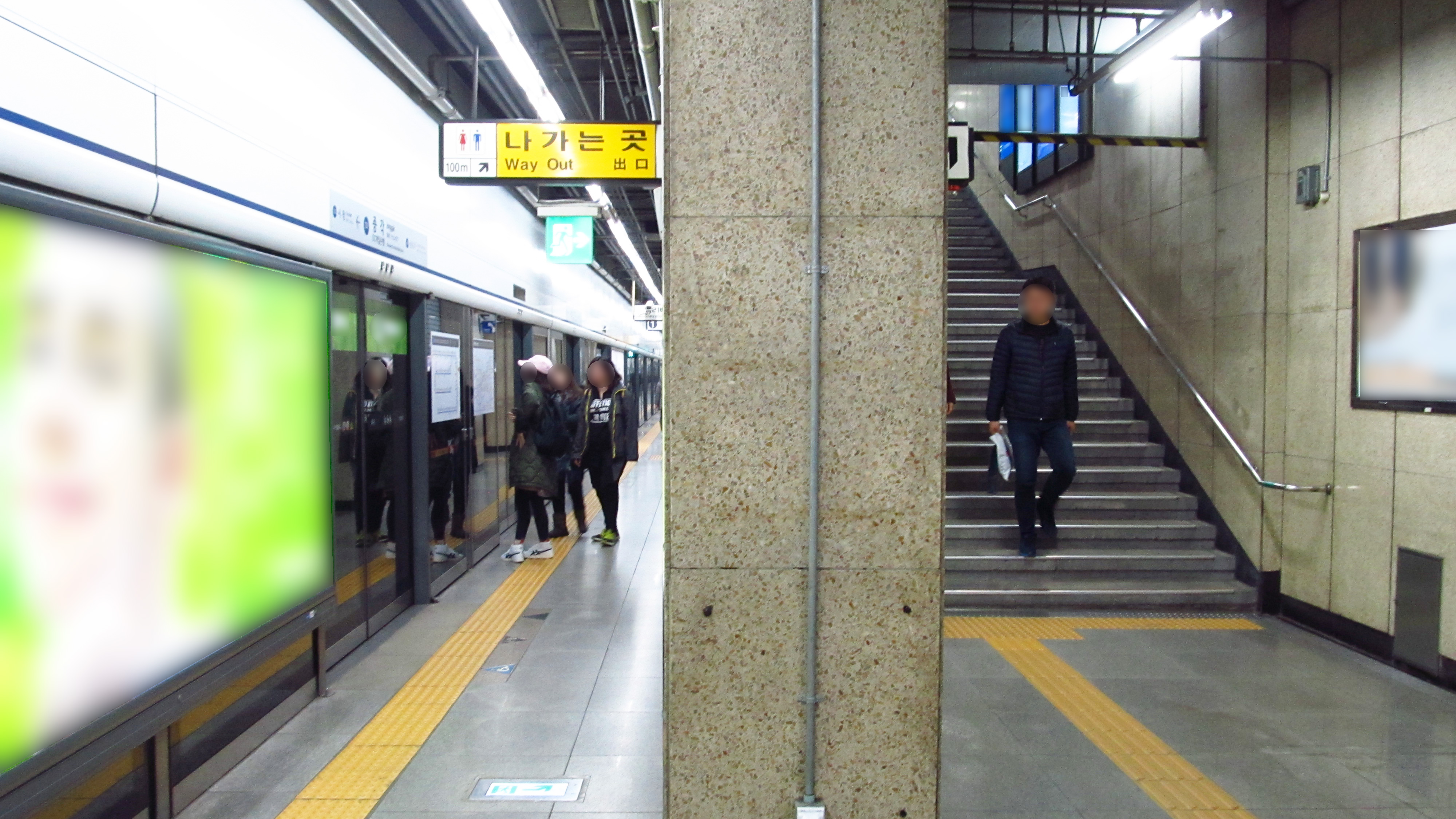
En 2018.

### Intermodalité
Des arrêts de bus sont situés à proximité de bouches de la station.

## À proximité
Elle dessert notamment le Temple Jogyesa.